# Museu afro-brasileiro

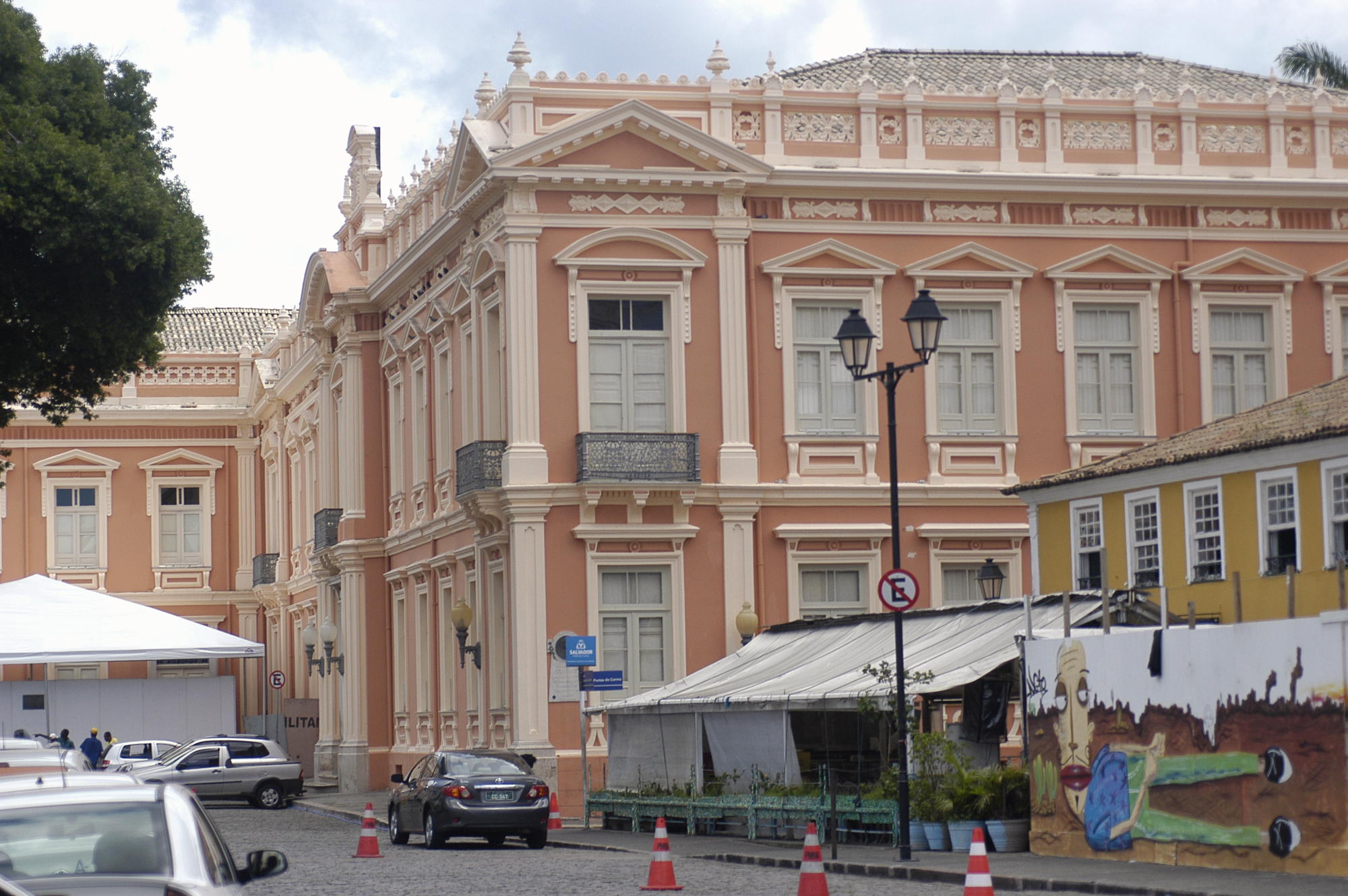
La sede, nella Facoltà di medicina dell'Università federale di Salvador

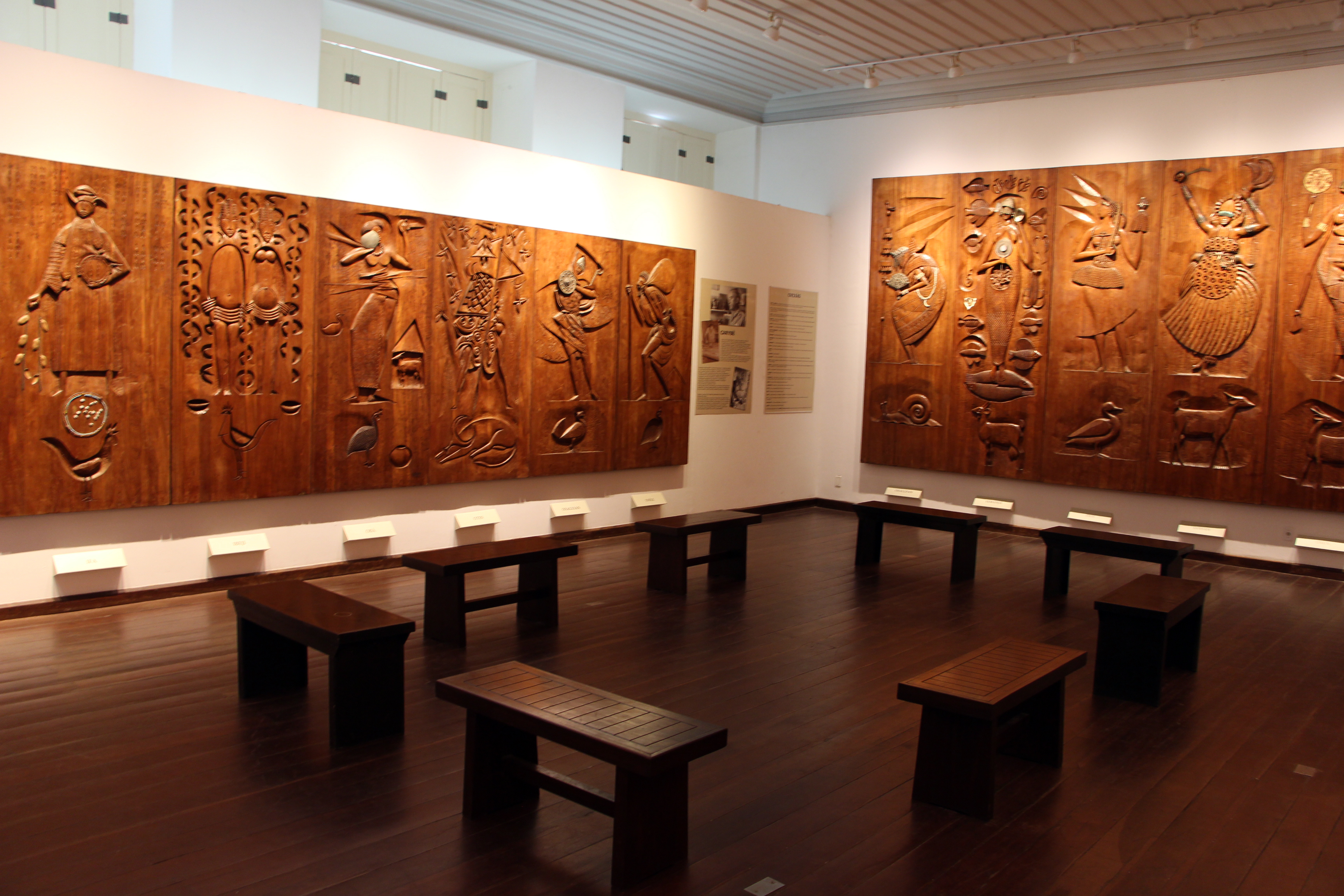
La sala degli dei del Candomblè

Il Museu afro-brasileiro (in italiano Museo afro-brasiliano) è un museo storico e artistico situato nell'edificio dell'Università, in Terreiro de Jesus, nel quartiere di Pelourinho a Salvador de Bahia.

## Storia e descrizione
Il museo, di dimensione medio-piccole, ospita una collezione di fotografie, oggetti e opere d'arte legati alla presenza africana nello Stato di Bahia. A partire dai manufatti delle zone di origine della comunità brasiliana (soprattutto dell'Angola e della Nigeria), il museo traccia una storia della deportazione degli schiavi e della sopravvivenza della loro cultura nella religione del Candomblé, particolarmente viva, tuttora, nello Stato di Salvador.
Il pezzo forte della collezione è la collezione delle 27 incisioni in legno a grandezza naturale degli Orixás, gli dei africani, rappresentati con un'accurata descrizione delle loro insegne e attributi, ciascuno legato a una particolare attività umana. I rilievi sono il capolavoro dello scultore argentino naturalizzato brasiliano Carybé.
Al piano inferiore, il museo ospita le collezioni del Museu de Arqueologia ed Etnologia da Universidade Federal da Bahia, con collezioni legate all'archeologia a Salvador (per esempio connessa ai resti del demolito convento gesuita in Praça da Sé) e all'etnologia delle popolazioni indigene del Brasile.